# Chitré (distrito)
Chitré é um distrito da província de Herrera, Panamá. Possui uma área de 91,10 km² e uma população de 42.467 habitantes (censo 2000), perfazendo uma densidade demográfica de 466,16 hab./km². Sua capital é a cidade de Chitré.